# Packhuset
Packhuset (finska: Pakkahuoneen museo) är en museibyggnad för Brahestads museum i Brahestad. Det var tidigare stadens tull- och packhus, som uppfördes 1848 och är i nästan oförändrat skick sedan dess. Brahestads museum är ett lokalhistoriskt museum, som berättar om Brahestad som en sjöfarar- och skeppsbyggarstad.
Samlingarna i Packhuset bestod ursprungligen av föremål, som donerades på 1800-talet. I dessa ingår naturkuriositeter och bruksföremål från fjärran länder. Senare har även kulturhistoriska artefakter anknutna till Brahestads historia samlats in, bland annat kvinnligt hantverk. 
Bland föremålen finns en samling av Mikael Balts träskulpturer från Brahestads första kyrka från 1600-talet.

## Bildgalleri

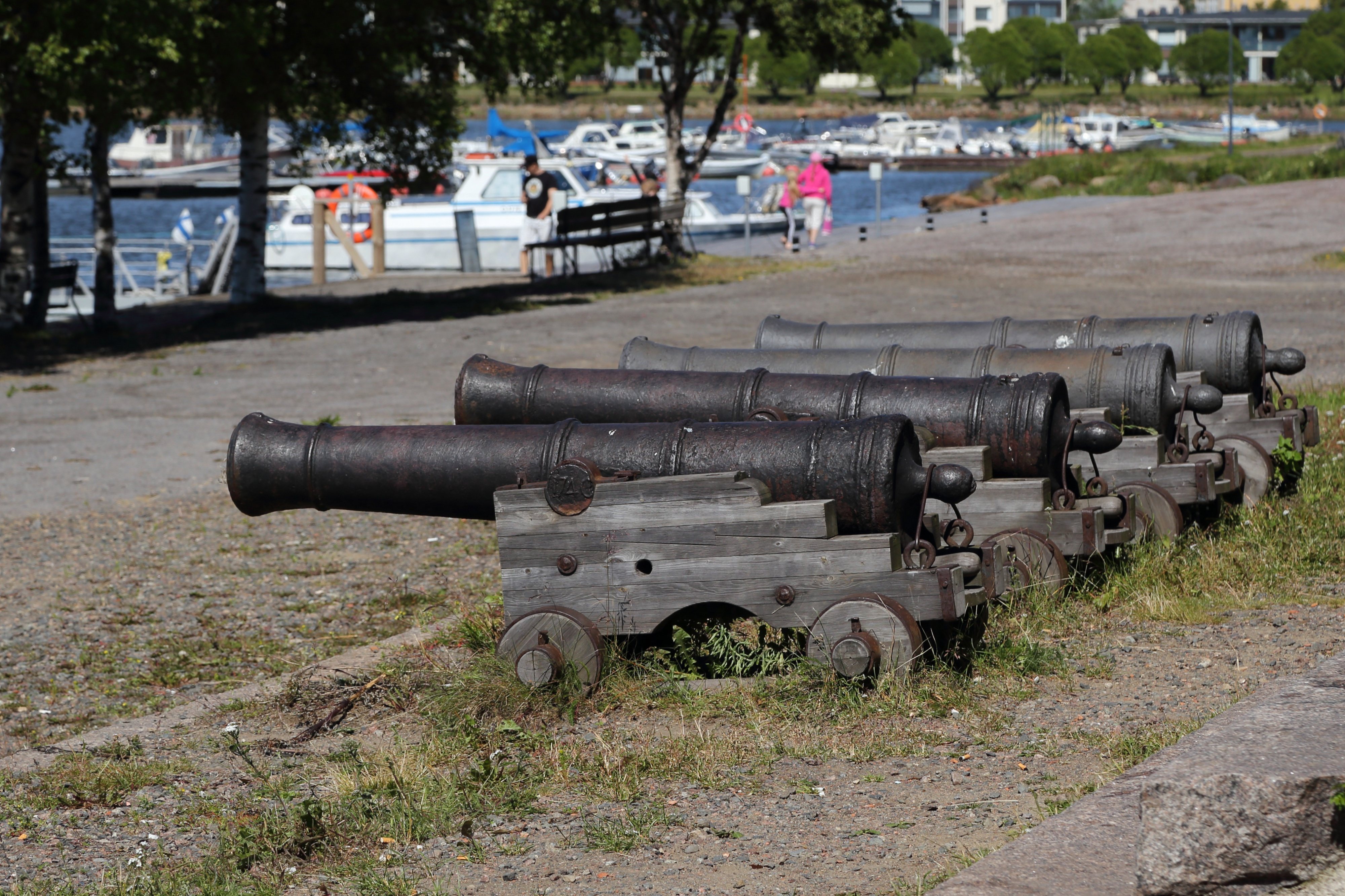
Kanoner utanför museet
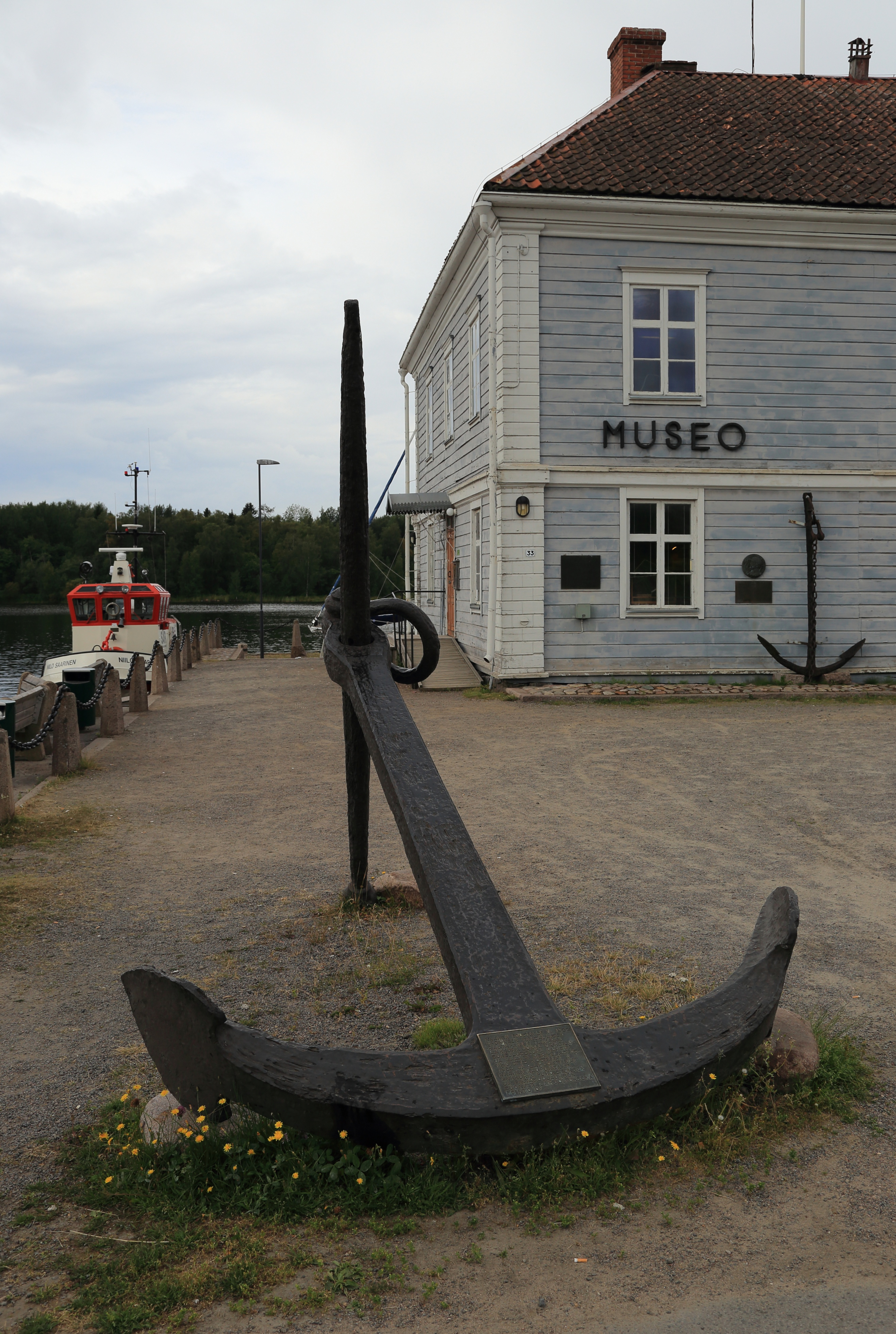
Ankaret efter tyska barken Tamara XI, som förliste med timmerlast utanför Brahestad 1922
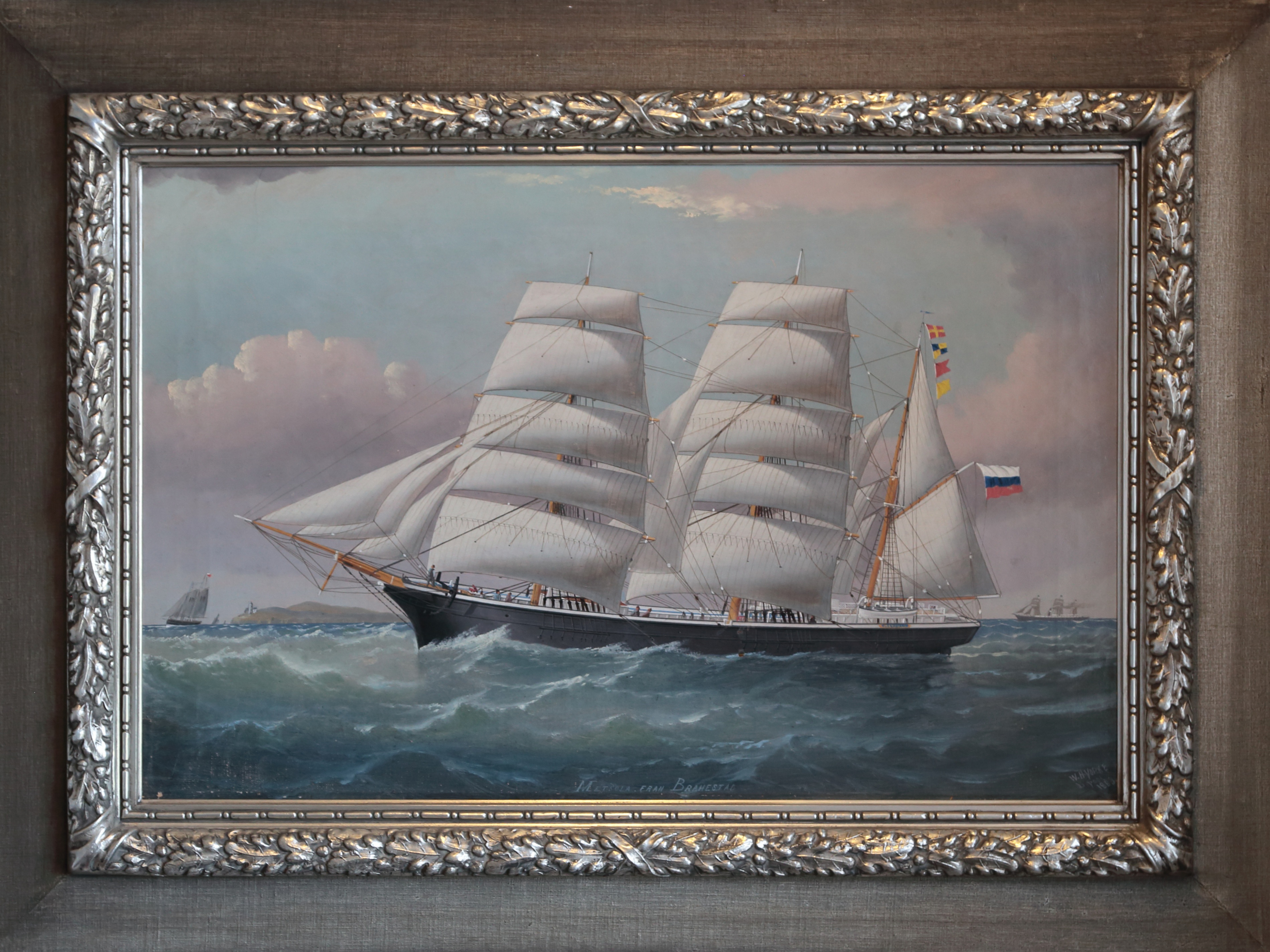
William Howard Yorke: målning av barken Metsola, byggd i Brahestad 1870
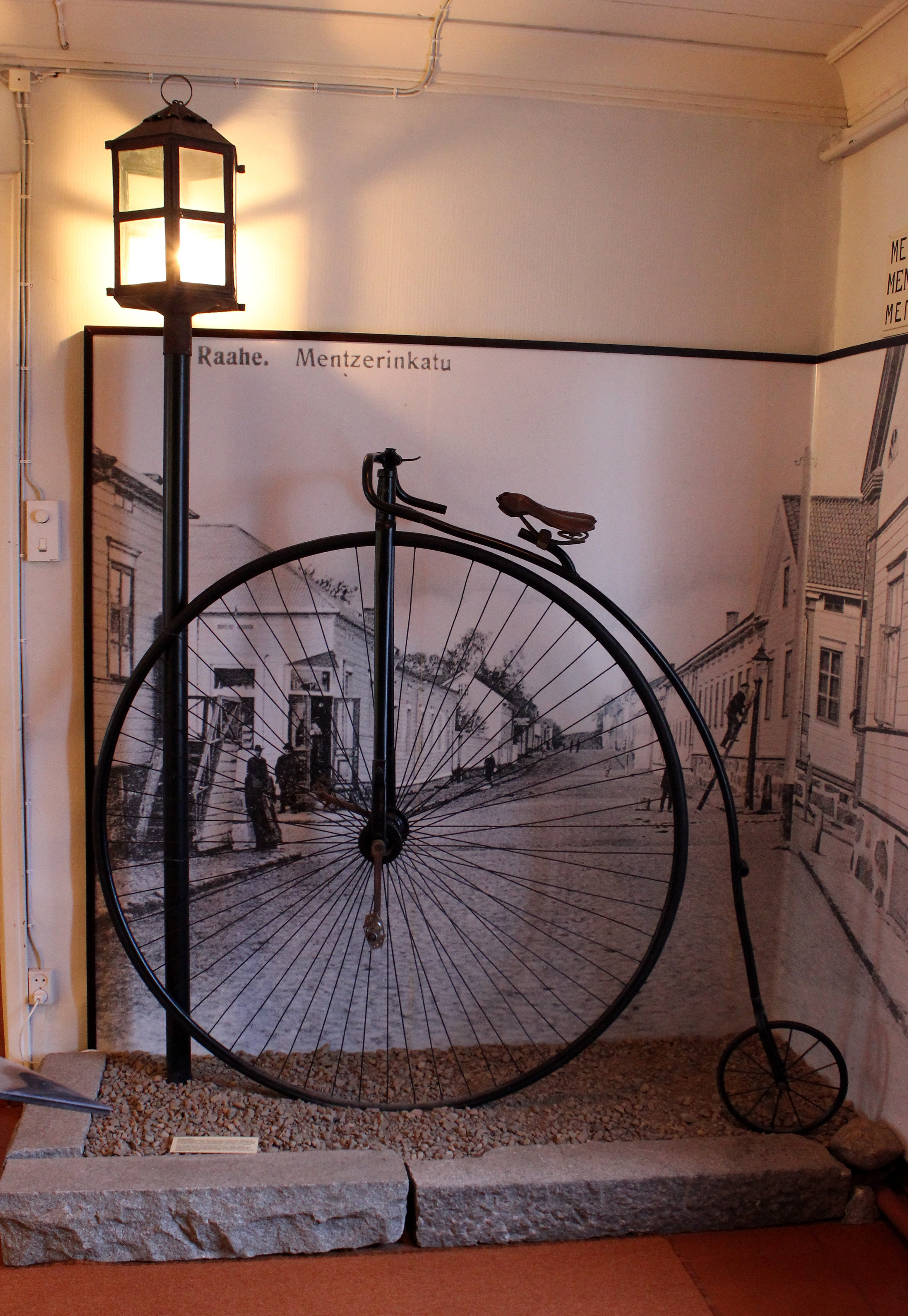
Enhjuling